# Syzygium linocieroideum
Syzygium linocieroideum är en myrtenväxtart som först beskrevs av George King, och fick sitt nu gällande namn av Ian Mark Turner. Syzygium linocieroideum ingår i släktet Syzygium och familjen myrtenväxter. IUCN kategoriserar arten globalt som nära hotad. Inga underarter finns listade i Catalogue of Life.